# اتحاد أنغولا لكرة القدم
تأسس الاتحاد الأنغولي لكرة القدم (بالبرتغالية: Federação Angolana de Futebol‏) في عام 1979 وانضم إلى الإتحاد الدولي لكرة القدم في 1980 وإنضم إلى الاتحاد الأفريقي لكرة القدم في 1980.